# (535231) 2014 YJ50
(535231) 2014 YJ50 est un objet transneptunien du groupe des plutinos.

## Caractéristiques
(535231) 2014 YJ50 mesure environ 200 km de diamètre.